# Семёнова (Свердловская область)
Семёнова — деревня в Свердловской области России, административно подчинённая городу Серову. Входит в Серовский муниципальный округ.
Ранее деревня входила в состав Верх-Сосьвинского сельсовета Серовского района.

## Географическое положение
Деревня Семёнова на расстоянии 38 километров (по автодорогам в 45 километрах) к юго-востоку от города Серова, на левом берегу реки Сосьвы (правого притока реки Тавды). Через деревню проходит автотрасса Серов — Гари. Абсолютная высота — 89 метров над уровнем моря. Климат довольно сырой, в окрестности множество непроходимых болот с их испарениями, в особенности в сырое летнее время. В начале XX века в дождливое лето здесь часто свирепствовала тифозная горячка. В сухое время года воздух, благодаря обилию лесов, лугов и воды, очень свеж и ароматен. Почва глинистая и песчаная, при совершенном отсутствии чернозёма, так что жителям приходится каждый год удобрять землю навозом. Сельскохозяйственные культуры — это в основном рожь, ячмень и овёс.

## История
Деревня была основана на землях народа манси после 1680 года стрельцами и посадскими людьми из Верхотурья. Первыми переселенцами были мещане; потом стали переселяться крестьяне с реки Туры. Фамилия первых переселенцев-мещан Титовы легла в основу названия села Титовского. Иначе это село называется Семёновским. Большинство сельчан были русскими, но встречались и ясачные вогулы. Время появления вогул не известно. В настоящее время все они православные. Первые поселяне до 1840-е годы находились в приходе Верхотурской Воскресенской церкви. В начале XX века главными занятиями жителей было земледелие и куренные работы (пилка дров и выжигание угля), а также охота и рыбная ловля в реке Сосьве.

## Сретенская церковь
В 1862 году был заложен деревянный однопрестольный храм по благословению преосвященного Неофита, епископа Пермского и Верхотурского. Церковь была освящена во имя Сретения Господня в 1867 году по благословению преосвященного Неофита. Первым строителем церкви был Михаил Лукин Рогозин; по его-же ходатайству Её Императорским Величеством, в Бозе почившей Государыней Императрицей Марией Александровной, в новый храм были пожертвованы: перламутровый  крест, святое Евангелие, риза, стихарь, воздухи и ковер. 1 августа 1901 года храм едва не сгорел от удара молнии. В начале XX века в храме имелась икона Божьей Матери «Абалакская». Ежегодно пожертвования в церкви относились в Верхотурскую Сберегательную кассу на ризу этой чтимой иконы.
Церковь была закрыта в 1930-е годы.

## Население
| 2002 | 2010 |
| ---- | ---- |
| 176  | ↘162 |

Согласно результатам переписи населения 2002 года, русские составляли 96 % из общего числа жителей деревни — 176 человек.

## Улицы
В деревне Семёновой 4 улицы.

## Транспорт
К северу от деревни проходит автодорога Серов — Гари.